# Mónika show
A Mónika show egy magyar kibeszélőshow, amely az RTL Klubon futott. Az epizódok többségét amatőr színészekkel készítették el. Az első adást 2001. május 7-én sugározta a csatorna. A műsor hétköznap délutánonként jelentkezett, kilenc éven át. Az utolsó adást 2010. március 31-én vették fel, de az előre felvett adásokat még az év augusztus 27-éig sugározták.

## Története
Az RTL Klub rivális csatornája, a TV2 több konkurens talkshow-t is indított, de ezek közül csak Joshi Bharat tudta megelőzni nézettségben. A vezetőség viszont nem (csak) emiatt döntött a műsor megszüntetése mellett, hanem a tovább szaporodó ORTT által kiszabott műsoridő-, később pedig pénzbüntetések miatt. Ugyanis - néhány éjszakára kivett obszcén adástól eltekintve - egyértelműen a Mónika volt az RTL Klub legtöbb ízben büntetett műsora. Egy 2009. március 2-i adás miatt 2012-ben a csatorna rekordhosszúságú, 12 órás büntetést kapott az ORTT jogutódjától, a Nemzeti Média- és Hírközlési Hatóságtól.
A műsorban gyakoriak voltak az obszcén, rendkívül durva hangvételű verbális bántalmazások (ezzel együtt nem egy alkalommal életveszélyes fenyegetések), amelyek gyakorta torkollottak fizikai erőszakba, verekedésekbe. Az ilyen cselekmények a garázdaság és testi sértés bűncselekményének tényét is kimeríthették volna. Sokáig állandó beszédtéma volt annak az egykori acsalagi házaspárnak az esete, ahol egy néhai szerelő elhagyta a családját egy fiatalabb nőért és a szomszéd megyébe költözött. A műsorban a feleség rögvest riválisának támadt, a haját tépte és közben durva, trágár hangvételű üvöltés közepette fenyegette, mert őt tartotta felelősnek a tönkrement házasságáért. Az asszony a későbbiekben is folytatta hangos, szűnni nem akaró szitkozódását a férje és annak barátnője felé, mialatt a biztonsági őrök csak nehezen tudták visszatartani a tajtékzó nőt.
2005. augusztusban 5 alkalommal Nyári kiadásként megjelölve durva és obszcén tartalmú adásokat is sugároztak éjjel 18-as korhatárral, amelyeket a délutáni műsorsávban a fentebb említett okokból kifolyólag nem mutathattak be. Közülük a leghíresebb a "Csak azért is közétek állok" és a "Szeretlek, de így nem bírom tovább" című rész volt. Az utóbb említett két epizód időről-időre felbukkan az ismertebb videómegosztó portálokon is. De Csipkés Zoltán és Botos Ágnes felvétele még így sem került adásba soha, ellenben az internetre ismeretlen módon kiszivárgott az eredeti felvétel.
2014. március 17-től a Prizma TV-n (majd újrapozícionáláskor 2014. május 1-től az RTL+-on folytatódott tovább), majd 2017. július 3-tól az RTL Gold-on ismétlik. 2017 májusában jelentették be, hogy hasonló típusú talk show indítását tervezett az RTL Gold Anikó Show címmel.
Erdélyi Mónika Hajdú Péter műsorában elmondta, hogy a műsor első hat évét élvezte igazán és nem örül annak, hogy az agresszivitással teli végződés jutott a műsornak.

## Hatása
A műsor vendégei a későbbiekben súlyos hátrányt szenvedtek a showban való szereplésük miatt. Ezért lettek támadások, gúny és kirekesztés tárgyai, ami egzisztenciájukra is rossz hatással volt. Különösen nehezen érintette ez azokat, akik valamilyen meghatározott forgatókönyv szerint kitalált történeteket adtak elő, így egy torz és valótlan kép alakult ki róluk. Közismert lett egy Gabriella nevű vendég kálváriája, aki 2009-ben volt látható a Mónika showban, amint tarthatatlan vádakkal illeti fiát. Szófordulatait és kirohanásait később mémekhez használták fel és elterjedt róla, hogy idegbeteg lenne. Gabriella emiatt a szereplése miatt később kirekesztéssel szembesült és hajléktalanná is vált, s csak idővel tudott rendeződni az élete.

### Rasszizmus
A műsorban számottevően felülreprezentált volt a roma származású vendégek száma. Fábry Sándor a Dumafilm c. dokumentumfilmben röviden említette, hogy a Mónika show jelentős mértékben hozzájárult a cigányokról kialakult társadalmi megítélés romlásához és a velük szembeni rasszizmus hazai növekedéséhez. Közülük többen beszéltek a kamerák előtt, továbbá nyilvánosság elé is került a büntetett előéletük. Ezzel kapcsolatban nagy port vert fel annak a Csipkés Zoltánnak az ügye, aki egykori élettársával, Botos Ágnessel szerepelt a műsorban. Botos állítása szerint Csipkés annak idején igen súlyosan bántalmazta őt, miközben az adás alatt ő maga többször is neki támadt Csipkésnek. A későbbiekben Csipkés Zoltán börtönbe került, mert akkori 16 éves barátnőjét brutális kegyetlenséggel meggyilkolta. Ezt az adást végül soha nem mutatta be az RTL Klub.
A Mónika show rasszizmusa mellett Puzsér Róbert is érvelt Sznobjektív c. műsorában, ahol A 10 leghitványabb magyar TV-műsor c. adásban az 5. helyre tette a Mónika showt. Puzsér megállapítása szerint a roma-magyar viszonynak jelentősen ártottak a műsor adásai, sőt megfogalmazása szerint "levakarhatatlan stigmával" látta el a kisebbséget. Kiemelte továbbá, hogy roma értelmiségiek megkíséreltek tiltakozni az RTL Klub rasszizmusa ellen, amely a Mónika show-n keresztül jött, de a roma civilek között ennek nem volt visszhangja.